# دليلا دي لازارو
دليلا دي لازارو (من مواليد 29 يناير 1953) عارضة أزياء وممثلة وكاتبة إيطالية ظهرت لأول مرة في السينما في الفيلم الإيطالي الغربي يمكن القيام بذلك... صديقي للمخرج ماوريتسيو لوسيدي في عام 1972 . تبع ذلك العديد من الأفلام في أدوار ثانوية، حتى عام 1974 عندما لعبت دور البطولة في الفيلم، الوحش على الطاولة... بارون فرانكشتاين من إخراج بول موريسي وآندي وارهول.

## نشأتها
ولدت دي لازارو في أوديني ، وبدأت كعارضة أزياء وكان موضوعًا للمصورين المشهورين مثل آندي وارهول. ثم اكتسبت الاهتمام في الصحافة الشعبية كأحد أقرباء صوفيا لورين وحتى منافستها المحتملة في الحب.

## روابط خارجية
- الموقع الرسمي
- دليلا دي لازارو على موقع IMDb (الإنجليزية)
- دليلا دي لازارو على موقع ألو سيني (الفرنسية)
- دليلا دي لازارو على موقع ميوزك برينز (الإنجليزية)
- دليلا دي لازارو على موقع أول موفي (الإنجليزية)
- دليلا دي لازارو على موقع قاعدة بيانات الأفلام السويدية (السويدية)
- دليلا دي لازارو على موقع ديسكوغز (الإنجليزية)
- دليلا دي لازارو على موقع قاعدة بيانات الفيلم (الإنجليزية)
- دليلا دي لازارو على موقع كينوبويسك (الروسية)

- دليلا دي لازارو في قاعدة بيانات الأفلام على الإنترنت